# Erich Bergen

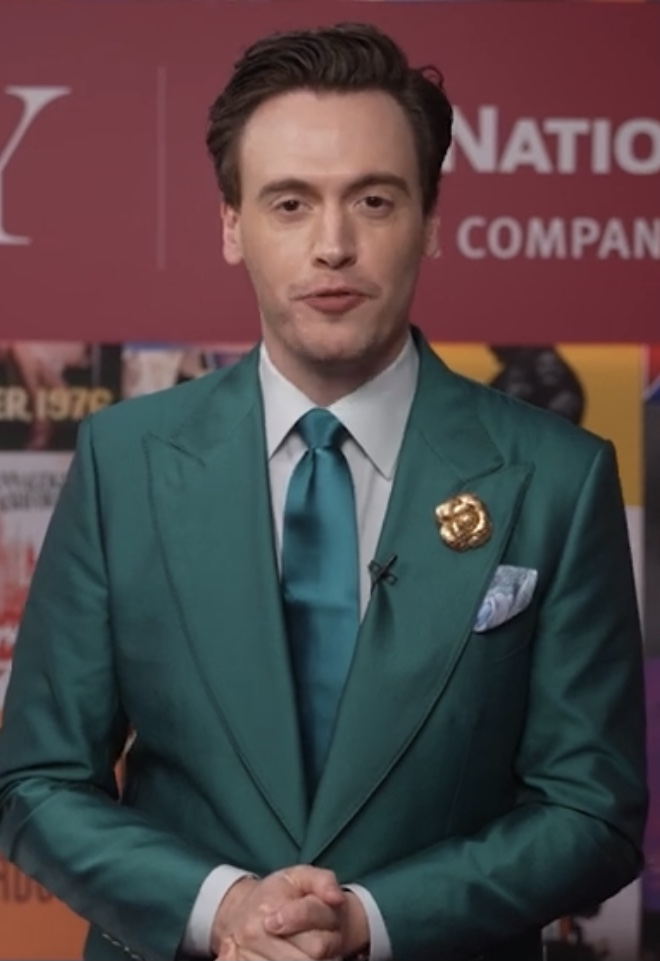
Erich Bergen, 2023

Erich Bergen (* 31. Dezember 1985 in New York City, New York) ist ein US-amerikanischer Schauspieler und Moderator.

## Leben
Erich Bergen ist vielleicht am ehesten für seine Rolle des Four Seasons Songwriters Bob Gaudio in dem biografischen Filmdrama von Clint Eastwood Jersey Boys bekannt. Mit dem gleichnamigen Musical tourte er von 2006 bis 2009, zusammen mit dem Darsteller des legendären Leadsängers Frankie Valli, John Lloyd Young, durch die Vereinigten Staaten. Zudem hatte er Rollen in Fernsehserien wie Gossip Girl, Desperate Housewives, Person of Interest und Franklin & Bash.
Seit 2014 war er als eine der Hauptrollen Blake Moran in der CBS-Serie Madam Secretary zu sehen, bis diese 2019 nach sechs Staffeln endete.
Für jeweils einige Wochen spielte er 2018 und 2019 Dr. Pormatter im Broadway-Musical Waitress. Ende 2021 kehrte er in derselben Rolle zum Broadway Revival der Show zurück.

## Filmografie
- 1996: The Dana Carvey Show (Fernsehserie, Episode 1x01 The Taco Bell Dana Carvey Show)
- 2009, 2010: Gossip Girl (Fernsehserie, Episoden 3x10 Versuchungen und 3x14 Von Müttern und Vätern)
- 2011: Desperate Housewives (Fernsehserie, Episode 7x19 Schlecht verborgene Lügen)
- 2012: Joey Dakota (Fernsehfilm)
- 2012: Person of Interest (Fernsehserie, Episode 1x17 Babyblues)
- 2012: Franklin & Bash (Fernsehserie, Episode 2x08 Last Dance)
- 2012: Childrens Hospital (Fernsehserie, Episode 4x03 Chief’s Origin)
- 2013: How Sweet It Is
- 2014: Jersey Boys
- 2014–2019: Madam Secretary (Fernsehserie, 120 Episoden)
- 2021: Bull (Fernsehserie, 1 Episoden)
- 2022: The Good Fight (Fernsehserie, 1 Episoden)